# География Северо-Западных территорий

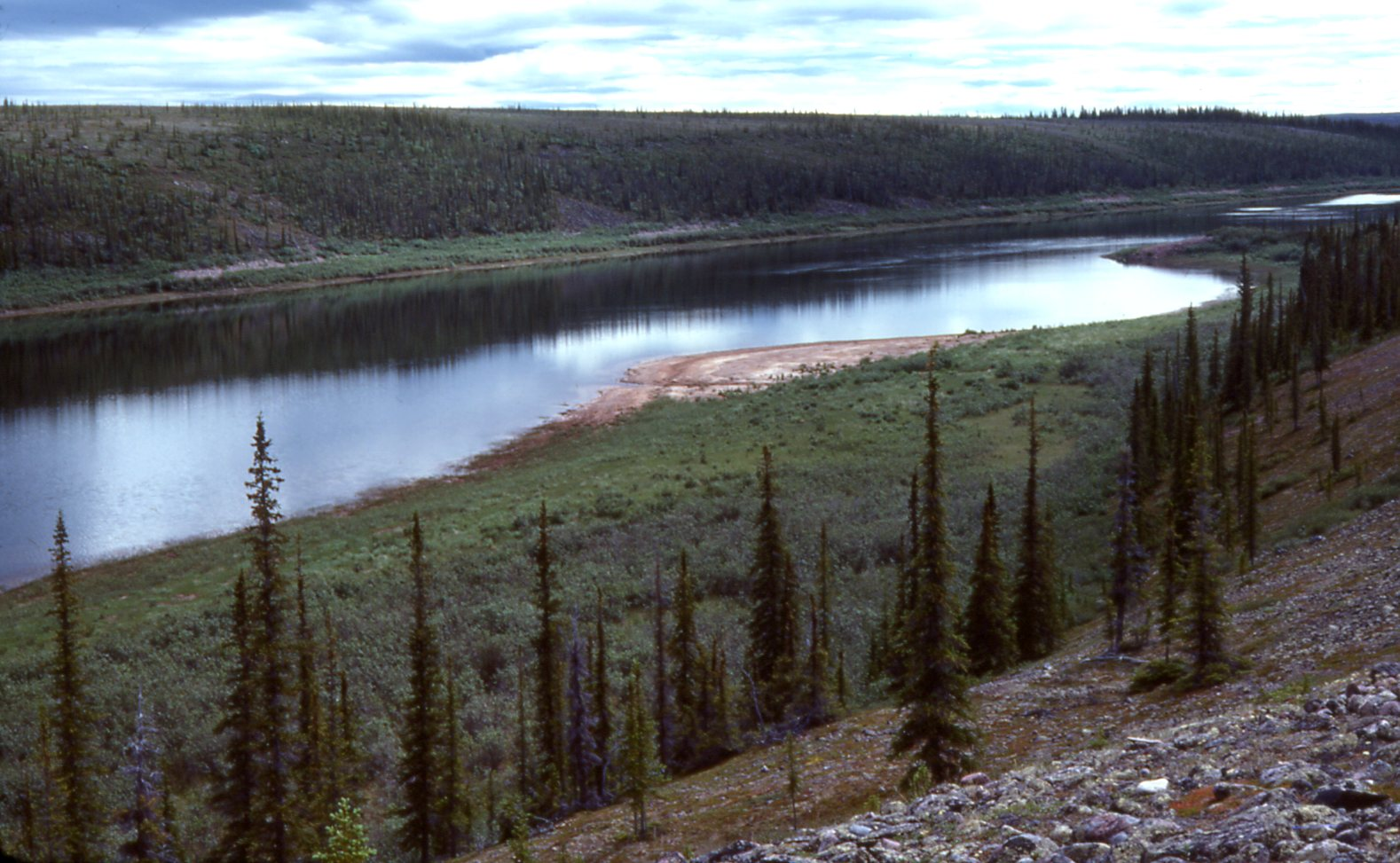
Река Телон

Северо-Западные территории — территории в Северной Канаде, расположенные между территорией Юкон и Нунавутом, включая часть острова Виктория, остров Мелвилл и другие острова на западном Арктическом архипелаге. Первоначально Северо-Западные территории объединяли гораздо большую территорию, включая большую часть Центральной и Северной Канады. Северо-западные территории были образованы в 1870 году компанией Гудзонова залива. В 1905 году были выделены в отдельные провинции Альберта и Саскачеван. В 1999 году была образована новая территория — Нунавут, которая также была выделена из Северо-Западных территорий. Крупнейший город и столица территорий - Йеллоунайф. На Северо-Западных территориях проживают 42 800 человек, их площадь — 1 379 540 км². В современном виде Северо-Западные территории расположены к западу от Нунавута, к северу от 60° северной широты и к востоку от территории Юкон.
Территории расположены на севере североамериканского континента, часть лежит за полярным кругом. На Северо-Западных территориях расположены: остров Виктория, река Маккензи, Большое медвежье и Большое Невольничье озёра. Более половины населения — инуиты и канадские индейцы. В XVIII веке большая часть этих земель была исследована Сэмюэлем Хиром и Александром Маккензи. Европейцы на этих территориях занимались в основном китобойным промыслом, торговлей мехами и миссионерством вплоть до 1920 года, когда здесь были обнаружены залежи нефти. Основной отраслью Северо-Западных территорий является разработка нефтяных и газовых месторождений, и, соответственно, их добыча.     Вся территория их на Крайнем Севере

## История и основатели
Европейцы отмечали, что местное население занималось рыболовством и охотой. Возможно, первыми европейцами на этих территориях были  викинги с Гренландии. Сэр Мартин Фробишер был первым из длинного ряда исследователей предприятием В существовании Северо-Западного прохода был уверен Мартин Фробишер, однако открыл его Генри Гудзона в 1610 году.
На протяжении нескольких десятилетий компания Гудзонова залива направляла исследователей северных морских путей и побережья; в 1771 году Самюэль Хирн исследовал территорию от Гудзонова залива до реки Коппермайн. В 1789 году Александр Маккензи исследовал устье реки Маккензи. В первой половине XIX века арктические территории исследовал Джон Франклин.
В 1870 году эти территории вошли в состав новой канадской Конфедерации. Часть территорий отошли Онтарио и Квебеку. В 1870 году из Северо-Западных территорий была выделена провинция Манитоба,  в 1898 году — Юкон, в 1905 — провинции Альберта и Саскачеван. В 1912 году границы Северо-Западных территорий были установлены и оставались неизменными вплоть до 1999 года, когда на севере территорий был образован Нунавут. С 1920 до 1999 года Северо-Западные территории были поделены на три района: Франклин, Киватин и Маккензи.
С тех пор как в 1982 году был принят новый конституционный акт, ряд представителей коренных народов Крайнего Севера инициировали судебные разбирательства по поводу земельных претензий. В 1992 году жители Северо-Западных территорий проголосовали за то, чтобы разделить территорию по национальному признаку — эскимосы проживали преимущественно на востоке, а дене — на западе. 1 апреля 1999 года была выделена новая территория — Нунавут, населённая эскимосами.

## Коммуникации и путешествия
Часто на этих территориях возникают проблемы со связью и транспортом. Долгие зимы приводят к тому, что реки судоходны только в течение двух месяцев. Проложена железная дорога, длиной почти 1000 км, достаточно развита шоссейная система, связывающая территории с провинцией Альберта и Большим Невольничьим озером.. В состав региона входят десятки аэродромов. В 1966 году был запущен проект по строительству дорог. Шоссе Лиард, открытое в 1984 году соединяет Форт-Симпсон с Аляскинской трассой. Зимой в качестве «дорог» используются замёрзшие реки и озёра.

## Население и территория
Коренные жители занимаются охотой и ремеслом; питаются в основном рыбой, тюленями и карибу. Одни из крупнейших озёр в мире (Большое Невольничье и Большое Медвежье) находятся здесь. Из Большого Невольничьего озеро вытекает река Маккензи, одна из самых крупных рек Северной Америки. На Северо-Западных территориях расположены национальные парки Вуд-Баффало и Наханни. Крайний юго-восток территорий носит название «Четыре угла».

## Экономика
Вести сельское хозяйство на Северо-Западных территориях практически невозможно, за исключением территории к югу от реки Маккензи. Регион занимает второе место в Канаде по добыче полезных ископаемых. На Северо-Западных территориях добывается нефть, медные руды, алмазы, золото, вольфрам, серебро, кадмий и никель.
На реках Талстон и Снейр расположены крупные ГЭС.